# فيل أولسن
فيل أولسن هو رامي الرمح ‏ كندي، ولد في 31 يناير 1957 في نانيامو إي في كندا.

## وصلات خارجية
- فيل أولسن على موقع أوليمبيديا (الإنجليزية)
- فيل أولسن على موقع اللجنة الأولمبية الكندية (الإنجليزية)
- فيل أولسن على موقع اتحاد ألعاب الكومنولث (مؤرشف) (الإنجليزية)